# Carl Brockhaus

Carl Brockhaus

Carl Friedrich Wilhelm Brockhaus (* 7. April 1822 in Himmelmert bei Plettenberg; † 9. Mai 1899 in Elberfeld) war ein deutscher Volksschullehrer und eine der führenden Persönlichkeiten der Brüderbewegung in Deutschland. Über deren Grenzen hinaus wurde Brockhaus auch durch die Herausgabe der Elberfelder Bibel bekannt.

## Leben und Wirken

### Herkunft, Familie und frühe Tätigkeit
Brockhaus war das sechste von insgesamt 14 Kindern des Tuchmachers Friedrich Wilhelm Brockhaus (1793–1878) und seiner Frau Catharina Wilhelmina geb. Krufft (1795–1852). Von 1843 bis 1848 arbeitete er als Lehrer in Breckerfeld, wo er am 19. April 1848 Emilie Wilhelmine Löwen (1829–1911), die jüngste Schwester von Julius Löwen, heiratete. Sie bekamen 13 Kinder, unter ihnen Rudolf Brockhaus.
Mit Friedrich Arnold Brockhaus war Carl Brockhaus entfernt verwandt: Beide stammten von dem Altenaer Pastor Eberhard Brockhaus III. (um 1642–1680) ab, Friedrich Arnold in vierter, Carl in sechster Generation.

### Bekehrung und anschließende Tätigkeiten
Carl Brockhaus erlebte als junger Pädagoge eine tiefgreifende Bekehrung zum christlichen Glauben. Sie veranlasste ihn, sofort danach eine intensive Vortrags- und Predigttätigkeit zu beginnen. Er schloss sich zunächst dem in Elberfeld tätigen Evangelischen Brüderverein an (nicht zu verwechseln mit der Schweizer Bewegung gleichen Namens) und wurde nur kurze Zeit später zum hauptberuflichen „Boten“ dieser Vereinigung berufen. In dieser Zeit pflegte er auch zu Julius Köbner, dem Mitbegründer der deutschen Baptisten, und zu Hermann Heinrich Grafe, dem späteren Vater der Freien evangelischen Gemeinden, geistliche Beziehungen.
Aufgrund seiner zunehmenden Sympathie mit den Lehren John Nelson Darbys kam es jedoch 1852 zu Meinungsverschiedenheiten im Evangelischen Brüderverein, die im Dezember zum Austritt Brockhaus’ und mehrerer anderer „Boten“ (darunter Carls Bruder Wilhelm Brockhaus) aus dem Verein führten. Fortan widmete er sich der Gründung und geistlichen Betreuung von Brüdergemeinden im Sinne Darbys. Zwischen 1854 und 1878 kam Darby auch achtmal zu Besuch nach Deutschland.

## Bedeutung und Werk
Carl Brockhaus prägte Theologie und Praxis der Brüderbewegung durch die Gründung eines christlichen Verlags (heute: SCM R. Brockhaus, Witten), die Herausgabe einer christlichen Monatszeitschrift (1853 Der Botschafter in der Heimath, ab 1854 Botschafter des Heils in Christo, ab 1939 Die Botschaft, 2000 eingestellt) und durch die Zusammenstellung eines Gesangbuchs (Kleine Sammlung Geistlicher Lieder, 1853ff.). Über die Grenzen seiner eigenen Konfession hinaus wurde Carl Brockhaus durch die Herausgabe der Elberfelder Bibel bekannt.
Als Zeichen für die Bedeutung Brockhaus’ mag es auch gelten, dass die Brüderbewegung in manchen Gegenden des Bergischen und des Oberbergischen im Volksmund als „die Brockhäuser“ bezeichnet wurde.